# Tate City
Tate City – jednostka osadnicza w Stanach Zjednoczonych, w stanie Georgia, w hrabstwie Towns.